# Halfgod

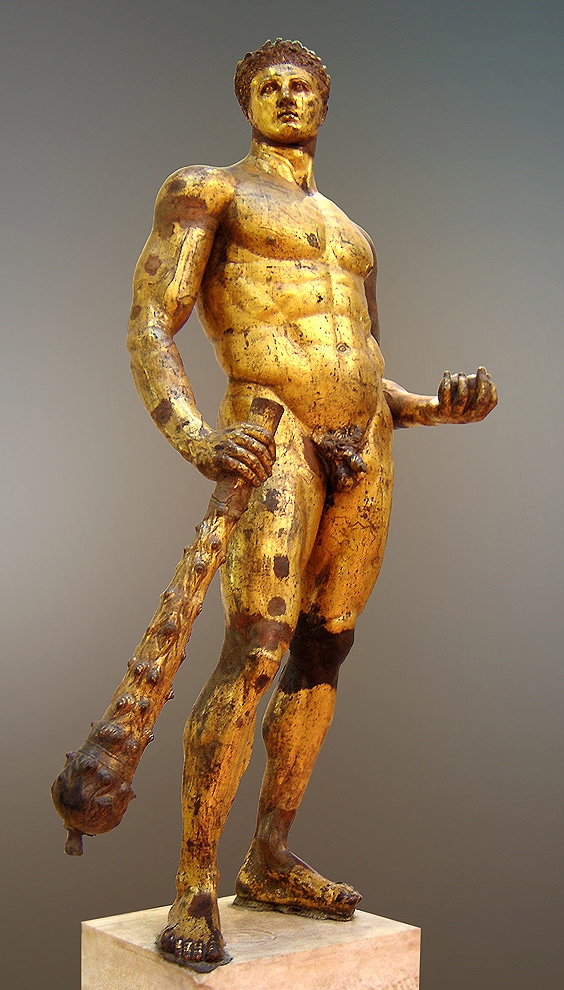
Hercules van het Forum Boarium

Een halfgod is het nageslacht van een relatie tussen een god en een mens. Halfgoden dienen niet te worden verward met andere 'mindere' goden zonder godheid als ouder, die bijvoorbeeld natuurkrachten verpersoonlijken, zoals nimfen.
De meeste halfgoden die in de mythologie beschreven worden zijn sterfelijk als een mens, maar bezitten wel bijzondere, bovennatuurlijke krachten. Deze worden vaak heroën genoemd. Soms is er een 'soortnaam' voor meerdere broers en zussen uit dezelfde gemengde ouders, zoals de Titanen, de Giganten.
Soms worden ze na een verdienstelijk leven als sterveling zelf tot godheid verheven.
Volgens Manetho regeerden halfgoden over Egypte, ná de goden en vóór Menes, de eerste menselijke farao.

## Bekende halfgoden
- Klassieke Grieks-Romeinse mythologie : 
  - Achilles, zoon van zeenymf Thetis
  - Aeneas zoon van Aphrodite/Venus en Anchises
  - Asklepios, zoon van Apollo; postuum vergoddelijkt
  - Herakles/Hercules, een zoon van oppergod Zeus (Jupiter); postuum vergoddelijkt
  - Perseus, zoon van Zeus en Danaë
- Keltische mythologie:
  - Cú Chulainn, zoon van Lugh
  - Fráech, zoon van Bé Find
- Hebreeuwse mythologie: nephilim